# Karawanken Autobahn
Karawanken Autobahn (pol. Autostrada Karawanki), Autobahn A11 (Autostrada A11) – autostrada w Austrii długości 21,2 km, zlokalizowana w ciągu europejskiej trasy E61. Jej nazwa pochodzi od masywu górskiego Karawanki, który przecina ta autostrada.
Łączy Villach (węzeł z austriackimi autostradami A2 i A10) z – przecinającym granicę ze Słowenią – Tunelem Karawanki, a następnie słoweńską autostradą A2, prowadzącą do Lublany.